# Sperrwerk Freiburg

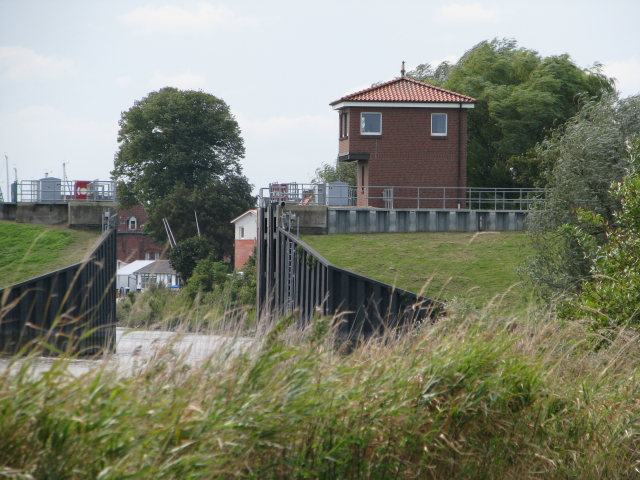
Sperrwerk Freiburg/Elbe

Das Sperrwerk Freiburg liegt in der Hauptdeichlinie direkt vor der Ortschaft Freiburg an der Elbe. Es grenzt den Freiburger Hafen, der hauptsächlich für Wassersport und im geringen Umfang für Fischereizwecke genutzt wird, gegen den circa 2 km langen Freiburger Hafenpriel ab, der die Verbindung zur Elbe darstellt. Das Sperrwerk Freiburg ist Teil eines Hochwasserschutzkonzeptes an der von den Gezeiten beeinflussten Unterelbe von der Staustufe Geesthacht bis zur Mündung des Flusses in die Nordsee, das infolge der schweren Sturmflut im Februar 1962 entwickelt wurde.
Das Sperrwerk wurde von 1963 bis 1966 gebaut und im Folgejahr in Betrieb genommen. Die Schifffahrtsöffnung hat eine lichte Breite von 8 m. Sie kann durch zwei zweiteilige Stemmtore verschlossen werden. Die Drempeltiefe beträgt 2 m unter NN. Geschlossen wird das Sperrwerk bei Sturmflut ab einem Wasserstand von 1,90 m über NN. Über das Sperrwerk verläuft eine Fußgängerrollbrücke.
Betrieben wird das Sperrwerk von der Betriebsstelle Stade des Niedersächsischen Landesbetriebs für Wasserwirtschaft, Küsten- und Naturschutz (NLWKN).